# Val da Rin
La Val da Rin è una piccola valle dolomitica della provincia di Belluno, laterale destra della val d'Ansiei.
Permette di raggiungere il Pian dei Buoi, ai piedi delle Marmarole, da Auronzo di Cadore.